# Ilex socorroensis
Ilex socorroensis là một loài thực vật có hoa trong họ Aquifoliaceae. Loài này được Brandegee mô tả khoa học đầu tiên năm 1910.